# Dead Serious Records
Dead Serious Records ist eine Plattenfirma, die 2000 gegründet wurde. Das Musiklabel veröffentlicht überwiegend Hardcore Punk. Die Veröffentlichungen werden in Deutschland, Österreich und der Schweiz über Cargo Records vertrieben. Der Sitz von Dead Serious Records befindet sich in Friedrichsthal (Saarland). 

## Hintergrund
Aus dem auf Straight-Edge-Hardcore spezialisierten Musiklabel „Keep It Alive Records“ entstand 2000 das Hardcore-Label Dead Serious Records. Es wurde von Ben Gottschalk und Andreas Werner gegründet. 
Zu Beginn wurden vorwiegend europäische und nationale Bands unter Vertrag genommen. Im Jahre 2002 verließ Andreas Werner Dead Serious Records. Neuer Geschäftspartner wurde Jessica Pressmann. 2002 bekam Dead Serious einen neuen Geschäftszweig hinzu, Dead Serious Distribution (DS Distribution), einen Onlineshop mit angeschlossener B2B-Plattform. Dieser Geschäftszweig wurde im Februar 2008 veräußert, neuer Geschäftsführer von Dead Serious Distribution wurde P. Christian Braga Morgado. 
Nach dem Geschäftsführerwechsel im Jahr 2008 konnte das Label nicht mehr an den Erfolg der Vorjahre anknüpfen. Die Platten- und Vertriebsfirma Dead Serious Records ist seit März 2013 nicht mehr am Markt aktiv.
Fest etabliert in der Hardcore-Szene hat sich das Label Dead Serious Records mit Veröffentlichungen von internationalen Hardcoregrößen wie Madball, Sick of It All, Raw Deal, Breakdown, Outburst, On the Rise, First Blood, Terror, 100 Demons, Merauder und einige anderen mehr.
Ende 2016 übernahmen die Unternehmensgründer Ben Gottschalk und Andreas Werner die Musikplattenfirma erneut. Noch vor Wiederaufnahme der Geschäfte verließen sie Cargo Records und gewannen Soulfood als Vertriebspartner. Erste Veröffentlichungen seit der Übernahme sind neben den europäischen Hardcoregrößen Veröffentlichungen von Bands wie Madball und Hazen Street. Der Fokus der Arbeit liegt zwischenzeitlich nur noch auf der reinen Labelarbeit. Es wird kein eigener Onlineshop mit B2B-Plattform betrieben.